# Opération Acid Drop
L'opération Acid Drop (Opération Lâché d'acide) était d'un raid de commandos britanniques pendant la Seconde Guerre mondiale. 
| Hardelot Merlimont |

## Historique
Ce fut le premier raid mené par le commando n°5 (en). Elle comprenait deux opérations conduites simultanément dans la nuit du 30 au 31 août 1941. 
Chaque raid était conduit par un officier et de 14 hommes, leurs objectifs étaient les plages de Hardelot et Merlimont dans le Pas-de-Calais, en France dans le but de mener une mission de reconnaissance et, si possible, pour capturer un soldat allemand. C'était un raid coup de poing avec seulement 30 minutes passées à terre, dans le cas où aucune des équipes ne rencontraient d'Allemands,.